# مينزي
غونغ مين جي (هانغل: 공 민지)، اشتهرت باسمها المسرحي مينزي ، هي مغنية وكاتبة أغاني كورية جنوبية، ظهرت لأول مرة في عام 2009 كعضو في فرقة الفتيات الكورية الجنوبية تو ني ون، والتي غادرتها في أبريل 2016.

## النشأة
وُلدت مينزي في سول بكوريا الجنوبية في 18 يناير 1994. وهي حفيدة الراقصة الشعبية غونغ أوك جين، عندما كانت صغيرة انتقلت إلى غوانغجو مع عائلتها، ولكن بعد ذلك عادت مينزي مع والدتها وأخوها إلى سيول، كانت تنتقل سفرها بين سيول وغوانغجو وشاركت في العديد من مسابقات الرقص، وفازت بالعديد من الجوائز، تم تحميل فيديو لها في مسابقة للرقص في غوانغجو على الإنترنت، وأصبح الفيديو مُنتشر على الإنترنت ومدح الجميع رقصها، تم بعد ذلك تحميل ذلك الفيديو على الصفحة الرئيسية لـ وكالة واي جي إنترتينمنت، حيث اتصل بها الرئيس التنفيذي «يانغ هيون سوك» بنفسه للانضمام إلى الوكالة عندما كانت في الصف السادس فقط.

## مهنة
صرحت وكالة YG الترفيهية في أوائل عام 2009 أنها تخطط لتشكيل فرقة فتيات جديدة من أربعة أعضاء تم تدريبهم لمدة أربع سنوات، وأن ألبومها الأول سيحتوي على أغاني من إنتاج تيدي بارك وجي دراغون، تم الكشف ان اسم الفرقة سيكون "21" ولكن كان هُناك فرقة بنفس الاسم لذلك تم تغير اسمهم إلى "2NE1"،  مينزي هي راقصة رئيسية في تو ني ون، بجانب بارك بوم وساندرا بارك وسي إل، واصلت الفرقة الظهور لأول مرة مع أول أغنية فردية لهم "Fire" في مايو 2009، مينزي كانت اصغر عضوة في الفرقة حيث كانت سن 15 عامًا فقط.
غادرت مينزي رسميًا الفرقة ووكالة الفرقة واي جي إنترتينمنت في 5 أبريل 2016، ولم تشارك في أغنية تو ني ون الأخيرة «وداعًا»، التي صدرت في 21 يناير 2017.

### 2016 – حتى الآن
في مايو 2016، وقعت مينزي مع الوكالة الفرعية لشركة CJ E&M (ميوزك وركز) تم الكشف ايضًا عن أن مينزي تستعد حاليًا لألبومها المنفرد وتهتم بتجربة أنواع مختلفة من الموسيقى ولا تريد أن تقصر نفسها على نوع معين، صرحت وكالتها Music Works ، «نحن نركز على إنتاج أول ألبوم منفرد يمكنه تصوير جميع المواهب والإمكانات التي تتمتع بها مينزي، سنستمر في الاستعدادات»

في 17 يناير 2017، كشف ممثل من قناة KBS أن مينزي انضمت كممثلة في الموسم الثاني من برنامج «ضربة الأخت القاضية (Sister's Slam Dunk)» مع كيم سوك وجين كيونغ هونغ وكانغ ييون وهان تشايونغ و هونغ جين يونغ وجيون سومي، تم بث البرنامج لأول مرة في 10 فبراير، حيث تم تعيين مينزي لتصبح المغنية الرئيسي والراقصة الرئيسية ومدرسة الرقص ومصممة الرقصات للجيل الثاني.

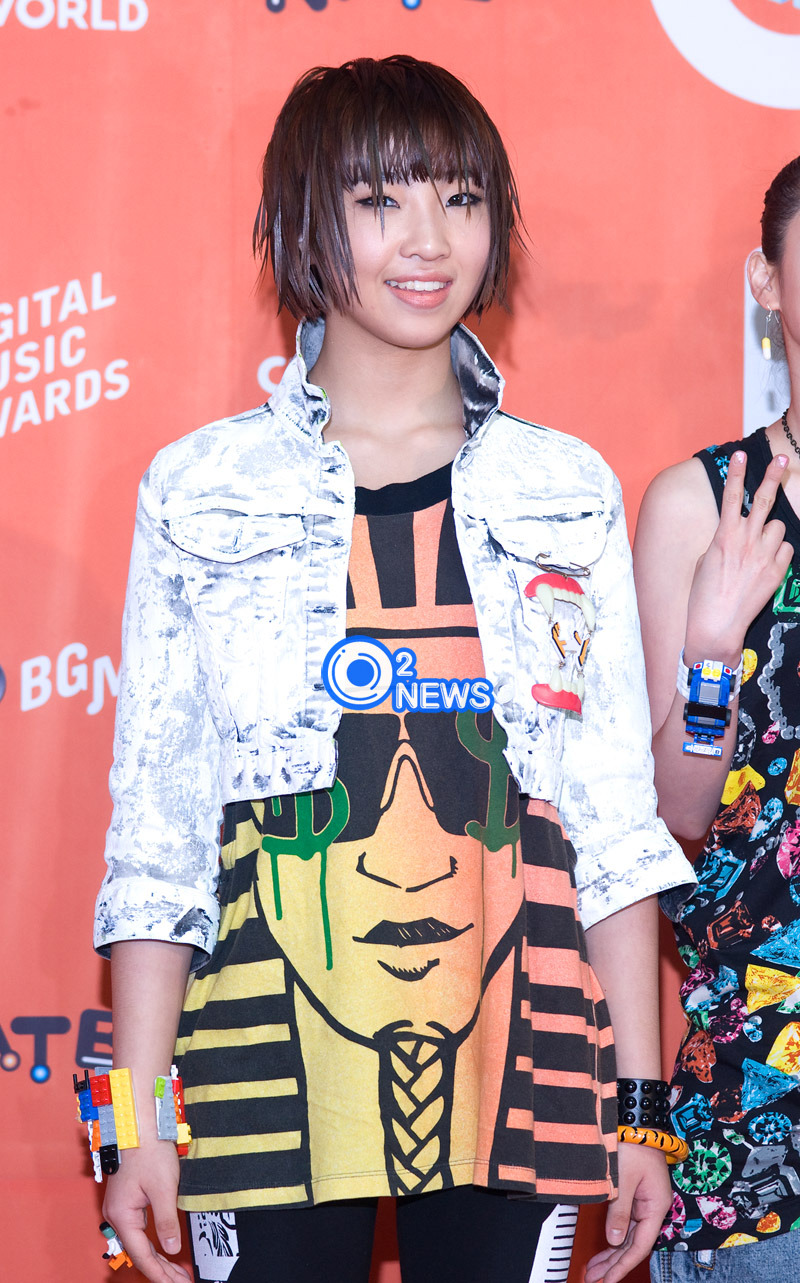
مينزي في عام 2009

في مارس 2017، أصدرت مينزي أول أغنية منفردة لها، "I Wanted To Love" وهي أغنية للدراما" The Rebel"
في 17 أبريل، 2017، أصدرت مينزل أول أغنية منفردة لها "Uno"، إلى جانب أغنية "Ninano".
في 1 ديسمبر 2018، أصدرت مينزي أول أغنية فردية لها باللغة الإنجليزية، "All of You Say".

## وصلات خارجية
- مينزي على موقع ميوزك برينز (الإنجليزية)
- مينزي على موقع ديسكوغز (الإنجليزية)